# 2014 SP373
2014 SP373 est un objet transneptunien faisant partie des plutinos.

## Caracteristiques
2014 SP373 measure environ 200 km de diametre.